# Alba Longa
Alba Longa (o Albalonga) fu una città del Latium vetus, a capo della confederazione dei popoli latini (populi albenses), di incerta localizzazione. Fu distrutta da Roma sotto il re Tullo Ostilio, dopo l'anno 673 a.C.

## Leggenda
Secondo Dionigi di Alicarnasso la zona di Alba Longa in origine sarebbe stata abitata dai Siculi, poi scacciati da queste terre dagli Aborigeni, che vi avrebbero vissuto come tali, fino all'arrivo dei Troiani. Dall'unione dei due popoli sarebbero derivati i Latini.
La leggenda narra che la città di Alba Longa fu fondata da Ascanio, o Iulo, figlio di Enea, una trentina d'anni dopo la fondazione di Lavinium. Livio racconta che trascorsero circa trent'anni dalla fondazione di Laurentum a quella di Alba Longa, così chiamata per la sua posizione allungata sulla dorsale del monte. Cronologicamente l'avvenimento si collocherebbe intorno alla metà del XII secolo a.C., qualche tempo dopo la distruzione di Troia (avvenuta secondo gli eruditi antichi nel 1184 a.C.).
Da Ascanio sarebbe quindi discesa la dinastia dei Re albani, di cui conosciamo solo i nomi, fino ad arrivare a Numitore e Amulio, figli del re Proca. A quel tempo i domini di Albalonga si estendevano fino al Tevere. Il legittimo erede di Proca era Numitore, ma questi fu scacciato dal fratello minore Amulio che si impadronì del trono. Una profezia predisse ad Amulio che sarebbe stato deposto da un discendente di Numitore; per questa ragione Amulio costrinse Rea Silvia, unica figlia di Numitore, a diventare vestale e quindi a fare voto di castità; in questo modo Numitore non avrebbe più avuto successori legittimi. Secondo la leggenda, Rea Silvia rimase tuttavia incinta del dio Marte e partorì i gemelli Romolo e Remo. Amulio ordinò che i gemelli venissero uccisi, ma essi furono invece abbandonati sulla sponda del Tevere e vennero salvati da una lupa, che li allattò. Divenuti grandi e conosciuta la propria origine, Romolo e Remo cacciarono Amulio dal trono, restituendolo al nonno Numitore, e da questi ottennero poi il permesso di fondare una nuova città, Roma.
Con il crescere della potenza di Roma, sotto il re Tullo Ostilio (intorno dunque alla metà del VII secolo a.C.), le due città vennero a contrasto. Su proposta del re di Alba Longa Mezio Fufezio, la contesa fu decisa da una disfida fra tre fratelli romani, gli Orazi, e tre fratelli di Alba Longa, i Curiazi, disfida vinta dai campioni romani. In seguito alla battaglia di Fidene, durante la quale Mezio Fufezio aveva tentato di tradire l'esercito romano di cui era alleato, la città di Alba Longa venne distrutta dai Romani, e non fu mai più ricostruita. I suoi abitanti furono trasferiti a Roma e si insediarono sul Celio, andando a ingrandire così la stessa Urbe.

## Storia
I dati archeologici disponibili per l'età del ferro ci mostrano l'esistenza di una serie di villaggi, ciascuno con la propria necropoli, disposti lungo il lato sudoccidentale del lago Albano che saranno le future città albane di Tusculum, Aricia, Lanuvium, Velitrae e Labicum. Al momento della distruzione da parte di Roma i villaggi dovevano essere in una fase ancora preurbana, nella quale andavano aggregandosi intorno a un centro maggiore che potrebbe essere nel sito dell'attuale Castel Gandolfo. Le necropoli sembrano essere qui infatti di maggiore estensione e permettono di ipotizzare la presenza di un considerevole abitato.
Solo in epoca tardo-repubblicana il territorio albano (Ager Albanus) sarà interessato dall'insediamento di numerose ville residenziali, note dalle fonti e testimoniate dai resti tuttora conservati (tra queste la villa imperiale di Domiziano nell'odierna Castel Gandolfo). In seguito Settimio Severo vi stabilì gli accampamenti della Legio II Parthica, che presero il nome di Castra Albana e dai quali ebbe origine la città di Albano Laziale.

## Scavi archeologici e localizzazione
Tito Livio localizza la città sul Monte Albano, in posizione allungata nel senso della dorsale montana, da cui il nome Alba Longa.
La localizzazione dell'antica città latina è stata questione molto dibattuta già dal XVI secolo, sulla base del racconto della sua fondazione presente nello storico greco di età augustea Dionigi di Alicarnasso, che parla di una sua collocazione tra il Monte Cavo e il lago Albano. Il sito era stato identificato con il convento di San Paolo nella località di Palazzolo, presso Rocca di Papa, oppure nella località di Coste Caselle, presso Marino, o infine nel luogo occupato dall'odierna Castel Gandolfo. Quest'ultima infatti occupa il sito che le fonti dicono aver occupato l'antica arx della città.
Una nuova interpretazione sostiene che la città sorgesse invece sul monte Artemisio, nei pressi dell'antico lago ora prosciugato agli attuali Pratoni del Vivaro, non lontano dalla via Latina.

## Il santuario diIuppiter Latiaris
Sulla cima del Mons Albanus (maggiormente conosciuto col nome attuale di Monte Cavo) esisteva il santuario dedicato a Iuppiter Latiaris (Giove Laziale), di origini antichissime. L'oratore latino Floro racconta che il luogo fosse scelto dallo stesso Ascanio, il fondatore di Alba Longa, che dopo la fondazione della città vi aveva invitato i Latini per celebrare un sacrificio a Giove.
Nel santuario si celebravano ogni anno le Feriae latinae, in cui tutte le città appartenenti alla confederazione dei popoli latini si riunivano per sacrificare al dio un toro bianco, le cui carni venivano poi distribuite tra tutti i partecipanti. Si trattava dunque di un culto federale e la sua posizione presso Alba Longa ci testimonia quindi dell'egemonia che questa doveva esercitare sugli altri centri della regione, tra cui doveva esserci anche la stessa Roma.
Dopo la distruzione di Alba Longa e la sostituzione di Roma come centro egemone, la tradizione ricorda l'erezione di un vero e proprio tempio dedicato a Iuppiter Latiaris sul Mons Albanus sotto il regno di Tarquinio il Superbo, e lo stesso tempio di Giove Ottimo Massimo sul Campidoglio, costruito nel 507 a.C., era destinato a rimpiazzare le funzioni del santuario federale latino, spostandone il centro religioso a Roma.
Dell'antico santuario rimangono oggi solo alcuni filari dei blocchi che ne delimitavano il perimetro, ora fuori posto, e notevoli resti della via lastricata, la via Sacra, che ne costituiva l'accesso e si staccava dalla via Appia presso l'odierna Ariccia, giungendo nel territorio di Rocca di Papa.

## Etimologia
Secondo l'interpretazione classica, il nome di Alba Longa ha precisamente il significato delle due parole latine, alba (bianca) e longa (lunga). Il racconto leggendario della fondazione da parte di Ascanio lo associa al colore bianco della scrofa che indicò il luogo dove stabilirsi. Si pensava anche che il colore bianco fosse riferito all'altura su cui sorse la città o a un monte vicino: lo stesso monte Cavo secondo alcuni sarebbe stato chiamato albus, come altri monti.
La scrofa bianca (così Virgilio) diede alla luce trenta porcellini, indicando così ai Troiani il numero di anni (30) da attendere prima della fondazione della nuova città (Roma).
Più probabilmente il nome deriva da una radice indoeuropea che significa "altura", "monte" oppure "pascolo montano", "alpeggio", attestata nel vicino sabino e nelle lingue celtiche, come molti altri toponimi montani, tra cui le Alpi .